# Bardala
Bardala is een monotypisch geslacht van spinnen uit de  familie van de Theridiidae (Kogelspinnen).

## Soort
- Bardala labarda Roberts, 1983